# 阿康基哈山脈

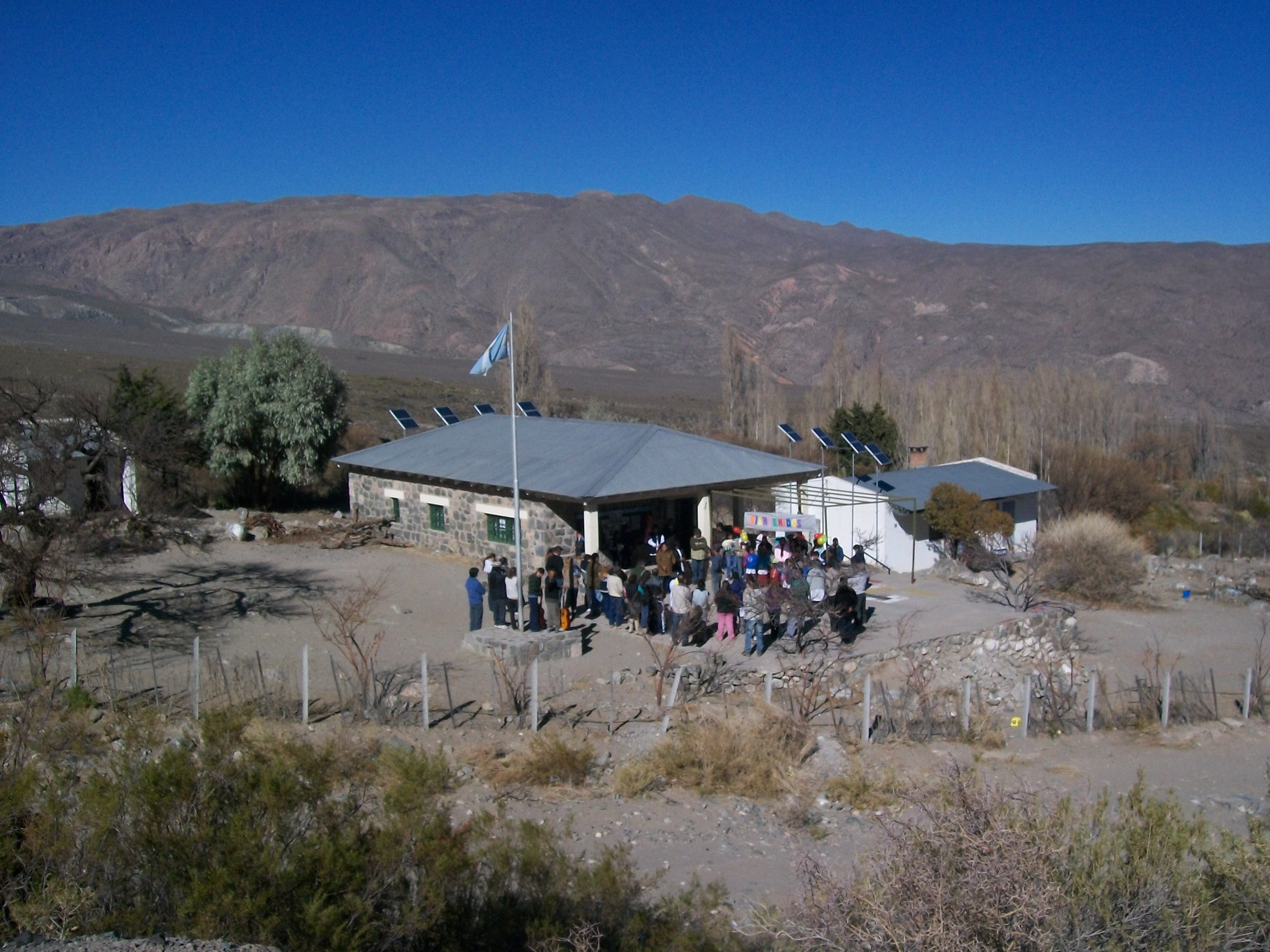

阿康基哈山脈（西班牙語：Sierra del Aconquija），是阿根廷的山脈，位於該國北部，橫跨卡塔馬卡省和圖庫曼省，長105公里、寬40至60公里，最高點是海拔高度5,552米的博爾松山。